# اولریکه اشمتز
اولریکه اشمتز (انگلیسی: Ulrike Schmetz؛ زادهٔ ۳۰ اکتبر ۱۹۷۹) بازیکن فوتبال اهل آلمان است.
از باشگاه‌هایی که در آن بازی کرده‌است می‌توان به باشگاه فوتبال زنان بایرن مونیخ اشاره کرد.
وی همچنین در تیم ملی فوتبال زنان آلمان بازی کرده‌است.